# Charles Vincent Francois Pezet de Corval
 (novembre 2012).
Si vous disposez d'ouvrages ou d'articles de référence ou si vous connaissez des sites web de qualité traitant du thème abordé ici, merci de compléter l'article en donnant les références utiles à sa vérifiabilité et en les liant à la section « Notes et références ».
Charles Vincent Francois Pezet de Corval, Pussy, France, 6 mars 1800 – Baden-Baden, Grand-duché de Bade, 3 août 1861 , fut médecin-major au service du Grand-duché de Bade.

## Origine familiale
La famille Pezet de Corval est issue de Chalon-sur-Saône ; le père de Charles est un notaire parisien : 
Antoine Pezet de Corval (1758-1815).